# كين فروست
كين فروست (بالإنجليزية: Ken Frost)‏ هو لاعب كرة قدم أمريكية أمريكي، ولد في 17 نوفمبر 1938 في برينتوود في الولايات المتحدة.

## وصلات خارجية
- كين فروست على موقع مرجع كرة القدم المحترفة.كوم (الإنجليزية)